# Verbascum mirabile
Verbascum mirabile är en flenörtsväxtart som först beskrevs av Karl Heinz Rechinger och Huber-morath, och fick sitt nu gällande namn av Huber-morath. Verbascum mirabile ingår i släktet kungsljus, och familjen flenörtsväxter. Inga underarter finns listade i Catalogue of Life.